# Кайзерлихе Марине
Кайзерлихе Марине (на немски: Kaiserliche Marine, в превод Императорски военноморски сили) е наименованието на военноморските сили (ВМС) на Германия, създадени след обединението на германските държави в състава на Германската империя с основа флота на Кралство Прусия, чиято основна задача е охраната на бреговете на държавата. Те съществуват в периода от 1871 до 1919 г. Особено се увеличават в периода на управление на Вилхелм II, при държавния секретар на морското министерство Алфред фон Тирпиц, в когото намират благоприятна почва за развитие идеите на американския теоретик на флота Алфред Тайер Махеан. Резултат от това е надпревара в морските въоръжения с Великобритания, в хода на която германските ВМС стават една от най-големите флоти в света, отстъпвайки само на британския флот. Надводните сили се оказват неефективни в хода на Първата световна война и участват само в едно голямо сражение – Ютландското, изхода от което може да се определи като нееднозначен.
В същото време, подводния флот преживява разцвет и е най-голямата заплаха за снабдителните пътища на Великобритания. След края на войната голямата част от корабите е интернирана от Съюзниците, а след това потопена от останалите германски моряци в Скапа Флоу през 1919 г.
Основните сили на императорските ВМС се наричат „Флот на откритото море“ (на немски: Hochseeflotte). Корабите на императорските ВМС са означение като SMS на немски: Seiner Majestät Schiff („Кораб на Негово Величество“). Приемник на кайзеровите ВМС са Имперските ВМС (на немски: Reichsmarine) на Ваймарската република.

## Организация
През 1889 г. е премахнато Императорското адмиралтейство (германското адмиралтейство) и заменено от три органа:
- висше командване на флота
- имперско морско министерство
- морски кабинет

Разработката на оперативните планове на флота преминава към висшето командване, което последователно оглавяват адмиралите фон дер Холц (1889 – 1895 г.) и фон Кнор (1895 – 1899 г.).
През 1899 г., със заповед на кайзер Вилхелм II, се сменя управлението на германския военноморски флот. В първото тримесечие на 1899 г. са публикувани две основни постановления на министерския съвет на Германия.
Първото постановление от 27 февруари 1899 г. внася поправки към закона от 1898 г. за флота и въвежда нова класификация на корабите в него. Броненосците от 1-ви и броненосците от 3-ти ранг са с общо обозначение „линеен кораб“.
Поради приетото от кайзера решение да поеме непосредственото ръководство на военноморските сили на империята, второто постановление на министерския съвет от 14 март 1899 г. е за разформиране на висшето командване на военноморския флот, поради ненужното междинно командване между кайзера и висшите морски длъжностни лица. При това неговите функции преминават към шест непосредствено подчинени на кайзера командни инстанции:
1. главно инспекторско бюро на флота,
2. имперско морско министерство,
3. главен морски щаб,
4. морски кабинет,
5. главните командири на пристанищата в Балтийско и Северно море,
6. началниците на ескадри – практическа и ескадрата на крайцерите

Главна роля в командването имат имперското морско министерство и морския кабинет. Все пак щабът на висшето командване е оставен да функционира под името морски генерален щаб, по този начин включвайки го в планирането на бъдещите операции на военноморския флот на Германия. Началника на щабното отделение – вицеадмирал Бендеман става първият началник на морския генерален щаб. Едновременно с това 1-ва ескадра на флота вече директно се подчинява на кайзера, а начело на главното инспекторско бюро на флота е поставен един от най-старите адмирали. Морският кабинет също е съхранен, като освен предишните си правомощия, вече са му зачислени и решаването на различни кадрови въпроси на флота (назначенията, наградите, браковете и пр. на офицерския състав на флота).
Тактическата дейност и оперативните разработки сега се управляват от главния морски щаб, посредством собствени служебни инстанции, основен от които е морския генерален щаб. До началото на първата световна война на поста началник на морския генерален щаб се сменят седем адмирала.
Въпросите на бойната подготовка са възложени от имперското морско министерство на главния морски щаб. Идеята на генерал фон Каприви – нападение на северното крайбрежие на Франция се споделяла както от висшето командване на флота, така и от морския генерален щаб, което полага основите на оперативните планове с основа изолиран конфликт с Франция, така и на военен сблъсък на двойния съюз или на тройния съюз.

## Състав
- Флот на откритото море
- Германска Източно-Азиатска крайцерска ескадра
- Балтийски флот
- Средиземноморската ескадра

## Първа световна война
Отстъпвайки по сила на британския флот (34 дреднаута и линейни крайцера към началото на войната), германските ВМС (24 дреднаута и линейни крайцера) се стремят да отслабят блокадата на Германия и да прекъснат снабдяването на Великобритания, паралелно водейки активна кампания в Балтика против руския Балтийски флот.
- Битка за Атлантика (1914-1918)
  - Битка в Хелголандския залив – август 1914 г.
  - Битка при Догер банк (1915) – януари 1915 г.
  - Ютландска битка – май-юни 1916 г.
- Балтийско море:
  - Готландска битка – юли 1915 г.
  - Атаката на Рижкия залив – август 1915 г.
  - Операция „Албион“ – септември-октомври 1917 г.
- Южен Атлантик и Тихи океан:
  - Битка при Коронел – ноември 1914 г.
  - Битка при Фолкландските острови – декември 1914 г.
- Черно море (германски кораби с немски екипажи са присъединени към турския флот):
  - Битка при нос Сарич – ноември 1914 г.
- Потопяването на Флота на откритото море

## Звания
- Гросадмирал (Großadmiral, „Голям адмирал“)
- Адмирал (Admiral)
- Вицеадмирал (Vizeadmiral)
- Контраадмирал (Konteradmiral)
- Капитан на открито море (Kapitän zur See)
- Фрегатен капитан (Fregattenkapitän)
- Корветен капитан (Korvettenkapitän)
- Капитан-лейтенант (Kapitänleutnant)
- Старший лейтенант на открито море (Oberleutnant zur See)
- Лейтенант на открито море (Leutnant zur See)
- Дек офицер-лейтенант (Deckoffizierleutnant)
- Старшина на открито море (Fähnrich zur See)
- Морски кадет (Seekadett)
- Обердек офицер (Oberdeckoffizier, „Офицер на горната палуба“)
- Дек офицер (Deckoffizier, „Офицер на палубата“)
- Фелдфебел (Feldwebel)
- Вицефелдфебел (Vize-Feldwebel)
- Обер маат (Obermaat)
- Маат (Maat)
- Старши матрос (Obermatrose)
- Матрос (Matrose)

## Флаговена корабите и плавателните съдове
- Флаг на бойните кораби
 1892 – 1903
- Флаг на бойните кораби
 1903 – 1919
- Гюйс 1871 – 1919
- Флаг на спомагателните съдове 1893 – 1919

### Флагове на длъжностните лица
- Адмирал
- Вицеадмирал
- Контраадмирал

- Комодор
- Командир на дивизион
- Командир на флотилия
- Вимпел на бойните кораби